# Kanal 4
Kanal 4 er dansk kanal som er ejet af Discovery Networks Danmark. Kanalen fik premiere den 1. maj 2006.
Kanalen sender hovedsageligt programmer for kvinder, bl.a. kan nævnes: 
QTV, De unge mødre, Bonde søger brud, Big Brother og Singleliv, der er danskproducerede programmer. Kanalen sender også reality-serier samt en række amerikanske tv-serier som Greys hvide verden, Gilmore Girls, McLeod's døtre (australsk), The O.C., Will & Grace, og under Girls Night In kan nævnes Gossip Girl, 90210, Pretty Little Liars, Secrets of Aspen og maraton-sæbeoperaen Glamour.
I 2018 blev det første afsnit af den danske udgave af realityprogrammet Ex on the Beach sendt på Kanal 4. Siden hen er det primært blevet sendt på Discoverys streamingtjeneste discovery+, hvor mange af Kanal 4's produktioner er at finde. 
Kanal 4 erstattede i 2004 TvDanmark, der var Danmarks første rent kommercielle tv-kanal, der kunne modtages via almindelig antenne. Indtil udgangen af 2006 blev Kanal 4 sendt på samme frekvens som TvDanmark, men har siden 2007 været sendt via satellit og kabel-tv fra London, hvormed man undgår stramme danske reklameregler, men er underlagt større censur.
Efter overgangen (1. november 2009) til digital-tv for jordnettet DVB-T sendes kanalen også som betalingskanal af Boxer. 
Kanalen markedsføres som lidt af "kvindernes kanal", i modsætning til 6'eren, der markedsføres som "en kanal for mænd".

## Logoer
- Kanal 4's første logo, som blev brugt fra 2006 indtil 2012.
- Kanal 4's tredje logo, som blev brugt fra 2015 indtil 2024.
- Kanal 4's fjerde og nuværende logo, der har været brugt siden 2024.